# متلازمة تيتزا
متلازمة تيتزا (وتسمى أيضا اعتلال الغضروف المحدب أو متلازمة التقاطع الغضروفي) هو التهاب حميد في واحد أو أكثر من الغضاريف الضلعية. تم وصفه لأول مرة في عام 1921 من قبل الجراح الألماني الكسندر تيتزي (1864-1927). 
متلازمة تيتزا ليست هي نفسها التهاب الغضاريف. نميز متلازمة تيتزا من التهاب الغضروف المفصلي عن طريق تورم الغضاريف الضلعية، والتي لا تظهر في التهاب الغضاريف، كان في وقت واحد يعتقد أن تترافق معا، أو الناجمة عن، عدوى فيروسية مكتسبة أثناء الجراحة. ومن المعروف الآن أن هذا ليس هو الحال، لأن معظم المصابين لم تجر عملية جراحية حديثة. 

## العلامات والأعراض
العرض الرئيسي للمتلازمة، ألم حاد في الصدر، مع الرقبة وبعض تورم الغضاريف المتضررة، وهو عادة واضح في الفحص. وغالبا ما يتفاقم الألم المتصور مع التنفس. على الرغم من أنه في كثير من الأحيان يمكن أن تكون مؤلمة للغاية، ومتلازمة تيتزا تعتبر حالة حميدة أن تحل عموما في 12 أسبوعا. ومع ذلك، يمكن أن يكون في كثير من الأحيان حالة مزمنة. قد يكون ألم الصدر المصاحب مشابها للذبحة الصدرية، التي ترتبط عادة بأمراض القلب، ويمكن أن تسبب فرط التنفس، والقلق أو نوبات الهلع، وإغماء، وفقدان مؤقت (خدر) أو شلل.
وقد تم إعادة النظر في العديد من حالات احتشاء عضلة القلب (نوبة قلبية) المرضى وتشخيصها بشكل غير صحيح، وذلك بسبب طبيعة متطابقة من الأعراض. في الإناث، غالبا ما تشخص خطأ على أنها الم ثدي. أعراض التهاب غضروفي تشبه تيتزا، والفرق الرئيسي يجري أن الألم يشع إلى الذراعين والكتفين في الأخير. 

## الأسباب
في حين أن الأسباب الحقيقية لمتلازمة تيتزا ليست مفهومة جيدا، فإنه غالبا ما ينتج عن سلالة بدنية أو إصابة طفيفة، مثل السعال المتكرر، والعطس، والتقيؤ، أو الآثار على الصدر. أو من يعاني من الحمى بحر المتوسط، حتى أنه كان من المعروف أن تحدث بعد نوبات قلبية من الضحك. ويمكن أن يحدث عن طريق ممارسة أو إصابة في الصدر والثدي.
الإجهاد النفسي يمكن أن يؤدي إلى تفاقم متلازمة تيتزا، ولكن لا يوجد دليل على أن ذلك هو سبب مباشر.
المرضى الذين لديهم العلاج الإشعاعي للصدر/الثدي غالبا ما تواجه هذه المتلازمة التي يمكن أن تحدث بعد فترة وجيزة من العلاج أو بعد سنوات. وجدت في كثير من الأحيان في سن المراهقة من البالغين.

## التشخيص

### تشخيص مختلف
على الرغم من أن المرضى غالبًا ما يخلطون بين ألم متلازمة تيتز واحتشاء عضلة القلب (النوبة القلبية)، إلا أن المتلازمة لا تتطور لتسبب ضررًا لأي عضو. تشمل الأسباب المحتملة الأخرى لألم الصدر إصابة القلب أو الجهاز الهضمي أو الصدمة.
من المهم استبعاد النوبة القلبية، فقد تكون الأعراض متشابهة أو شديدة. بعد تقييم الحالة أو التشخيص، غالبًا ما يطمئن مقدمو الخدمة المرضى إلى أن أعراضهم لا ترتبط بنوبة قلبية، على الرغم من أنهم قد يحتاجون إلى علاج الألم، والذي قد يكون شديدًا في بعض الحالات بما يكفي لإحداث إعاقة كبيرة، وإن كانت مؤقتة، للمريض. يمكن تخفيف الآلام باستخدام المسكنات.

## العلاج
بعد التقييم الطبي والتأكيد على عدم وجود أحداث قلبية فورية، وخاصة النوبة القلبية ، يشمل العلاج الطبيعي الراحة عن طريق تقليل الأنشطة التي تؤثر على الصدر. يوصى بإعطاء الأدوية المضادة للالتهابات بما في ذلك النابروكسين والإيبوبروفين والأسبرين وباراسيتامول بالنسبة للأحداث المؤلمة والمنهكة للغاية، حيث يكون الألم غير محتمل أو يتطلب رعاية طارئة، يتم وصف كيتورولاك بشكل عام وإدارته عن طريق الحقن المباشر. هذا يمكن أن يخفف معظم الألم في 5 إلى 10 دقائق. تشمل خطوات العلاج الأخرى العلاج الطبيعي، وتطبيق كمادات الثلج على منطقة الصدر لتقليل التورم، وتطبيق رقعة مسكنة قد تحتوي أيضًا على الليدوكائين. يمكن وصف الستيرويدات القشرية السكرية لتقليل الالتهاب. إذا تكرر الألم، فقد يوصي الأطباء أيضًا بمضادات الاكتئاب ثلاثية الحلقات مثل الأميتريبتيلين، والذي يستخدم غالبًا للسيطرة على الألم عندما يجد المرضى صعوبة في النوم ليلاً. أثبت دواء غابابنتين (نيورونتين) المضاد للتشنج أيضًا نجاحه في السيطرة على الألم المزمن. إذا كان الألم شديدًا ومتكرر الحدوث، فقد يصف الطبيب دواءً يحتوي على الكودايين، مثل الكودايين/الأسيتامينوفين (تايلينول رقم 1 ، رقم 2 ، رقم 3 أو رقم 4). ومع ذلك، نظرًا لأن الكوديين يمكن أن يتشكل عادة، فإنه يتم وصفه بشكل عام فقط عندما يفشل كيتورولاك أو المسكنات الأخرى في توفير الراحة الكافية.

## روابط خارجية
- Overview نسخة محفوظة 7 يناير 2014 على موقع واي باك مشين. at About.com
- NetDoctor
- Overview at Mayo Clinic
- Costochondritis and Tietze Syndrome
- Costochondritis at WebMD
- Clinical presentation and chiropractic treatment of Tietze syndrome at National University of Health Sciences